# Jon Nielsen

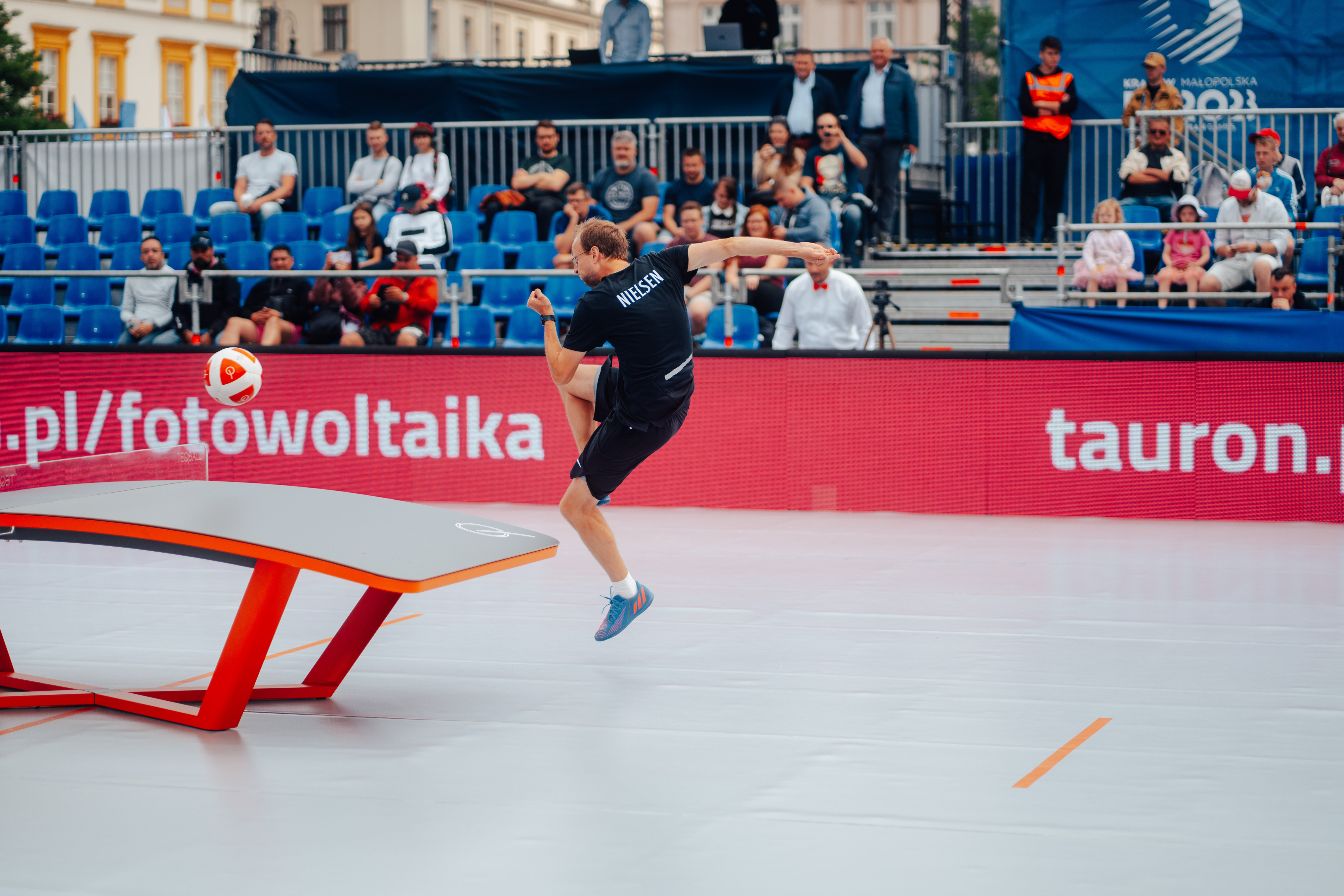
Jon Nielsen bei den European Games 2023 in Kraków

Jon Nielsen (* 28. November 1988) ist ein deutscher Teqballspieler.

## Sportliche Karriere
Nielsen spielt für den FC St. Pauli und nahm 2023 für Deutschland an den European Games teil. 2023 war er Deutscher Meister im Einzel der Männer und mit Diego Gollub Deutscher Meister im Männer-Doppel. Bei der Weltmeisterschaft 2023 in Bangkok erreichte Nielsen das Sechzehntelfinale und schied gegen den späteren Weltmeister aus.